# Far West Point
Far West Point ist eine archäologische Fundstätte in der kanadischen Provinz British Columbia. Dort, auf Dundas Island im Far West Point Indian Reserve der Tsimshian nordwestlich von Prince Rupert, fanden unter Leitung der Archäologen Andrew Martindale von der University of British Columbia und Susan Marsden Ausgrabungen statt, die bis zu 11.000 Jahre alte Artefakte ans Tageslicht brachten. 
Die Stelle war zwischen 9690 ± 30 und 6185 ± 20 BP durchgängig bewohnt. Eine zweite Siedlung bestand zwischen 3855 und 2755 BP, die jüngste ist eine rezente Hütte, die Eric Green gehörte. Die älteste Stätte wurde ab Juni 2006 ausgegraben. Die Überreste, die die Bewohner hinterließen, fanden sich, wie meist an der Westküste Nordamerikas, in Form von Hügeln, die überwiegend aus tierischen Überresten, insbesondere von Kalk- und Knochenresten bestanden. Der Hügel (shell midden) war 2,75 m hoch, die Stratigraphie ungestört. Die Identifizierung der vorgefundenen Knochen leistete Rebecca Wigen, die Senior lab instructor in Anthropology an der University of Victoria ist.
Die Mollusken, die massenhaft angetroffen wurden, sind ganz überwiegend Überreste von sieben Arten, Gattungen bzw. Familien. Am häufigsten fanden sich Rankenfußkrebse (65,56 % der Masse), gefolgt von Horse clams (Tresus nuttallii) (20,07 %), Herzmuscheln (8,27 %) und Muscheln (2,76 %). In geringen Mengen kamen auch Seeigel, Käferschnecken, Littleneck clam oder Hard clam (Mercenaria mercenaria) vor, schließlich Schnecken, Hairy Oregon Triton (Fusitriton oregonensis), Austern und Seeohren. 
An Fischresten fanden sich solche der Gattungen Sebastes und Lachse, genauer Oncorhynchus, dann Pazifischer Heilbutt, Pazifischer Hering, Sternflunder, Pazifischer Kabeljau (Gadus macrocephalus), aus der Familie der Grünlinge Hexagrammos decagrammus, sowie die als Red Irish lord bezeichneten Hemilepidotus hemilepidotus aus der Familie der Groppen. Schließlich fanden sich einige nicht identifizierte Säugetier- und Vogelknochen. Unklar ist, ob die Stätte permanent bewohnt war, oder nur saisonal. Der Wandel in der Nahrungszusammensetzung lässt sich inzwischen darstellen. 
Entdecker dieser Artefakte war ein Forschungsteam unter Leitung von David Archer vom Northwest Community College und Andrew Martindale. Sie rekonstruierten anhand des bisherigen Wissens die Umweltgeschichte und die Höhen des Meeresspiegels. Duncan McLaren, der über die Funde promoviert wurde, mutmaßte, dass die Insel gleichsam als ein Hebelpunkt zu deuten sei. Demnach sorgten die Eismassen, die während der letzten Vereisungsphase auf dem Festland lagen, dafür, dass das Land darunter tiefer in die magmatische Schicht darunter einsank, während Haida Gwaii, die Inselkette vor der Küste, auf der wenig Eis lag, sich wie durch einen Hebelarm hob. Dies führte vor allem an der Ostseite der Inseln dazu, dass sie sich Richtung Festland stark ausdehnten. Dundas Island vor der Festlandsküste wurde dank seiner Lage weder besonders stark gehoben noch sank es weit ab, daher verschwanden die dortigen Fundstätten nicht unter dem Meeresspiegel, wie viele andere. Nach der letzten Eiszeit fiel der Meeresspiegel vor dem Festland um rund 200 m, während er bei Haida Gwaii um etwa 150 anstieg. Auf Dundas fiel der Meeresspiegel in den letzten 12.000 Jahren hingegen nur um 13 m. 
Nach dieser Annahme können intakte Fundstätten, Orte also, die nicht wegen des fallenden, vor allem aber des steigenden Meeresspiegels aufgegeben werden mussten, und die für die Archäologen wertlos oder zerstört sind, anhand einer Landkarte, die die Zyklen verzeichnet, leichter gefunden werden. Innerhalb relativ kurzer Zeit fanden sich tatsächlich auf diese Art zwölf Fundstätten, die zwischen 5.000 und 10.000 Jahre alt sind. 
Nach Beratung mit den Älteren der Lax’Kw’alaam, die die Erlaubnis zur Erforschung zuvor erteilt hatten, forderten sie das Archäologenteam auf, seine Arbeit fortzusetzen.